# Blu Cantrell
Blu Cantrell, pseudonimo di Tiffany Cobb (Providence, 16 marzo 1976), è una cantante statunitense.

## Biografia
Figlia di una cantante jazz, dopo numerosi provini, registrazioni e collaborazioni con artisti come Puff Daddy, Truth Hurts e Faith Evans, è stata scoperta dalla Red Zone Entertainment nel 2000. Grazie al singolo Hit 'em Up Style (Oops!), contenuto nell'album So Blu, dal quale sono stati estratti altri singoli, la cantante ha riscontrato una favorevole risposta di pubblico.
Nel 2002 ha duettato con Lady May nella canzone Round Up, mentre l'anno successivo, nel 2003, ha pubblicato Bittersweet, il suo secondo album, che contiene il singolo Breathe, nel quale è stata affiancata da Sean Paul.
Nello stesso anno stava per apparire sulla copertina di Playboy, ma ha ritrattato all'ultimo momento volendo essere considerata più di un sex symbol.
Nell'estate 2005 ha pubblicato il singolo The Cha Cha.

## Discografia

### Album
- 2001 – So Blu
- 2003 – Bittersweet
- 2004 – From L.A To L.O

### Raccolte
- 2005 – Hit 'em Up Style: Chart and Club Hits of Blu Cantrell

### Singoli
- 2001 – Hit 'em Up Style (Oops!)
- 2001 – I'll Find a Way
- 2002 – Till I'm Gone
- 2002 – Round Up
- 2003 – Breathe feat. Sean Paul
- 2004 – Make Me Wanna Scream (feat. Ian Lewis)